# چاینا موبایل
چاینا موبایل (به چینی: 中国移动通信)شرکت مخابرات چاینا  شرکت چینی ارائه‌دهنده خدمات تلفن همراه در جمهوری خلق چین است، که تمامی سهام آن، در اختیار دولت چین بوده و بزرگترین شرکت در صنعت مخابرات چین می‌باشد.
در ماه ژانویه سال ۲۰۱۲ چاینا موبایل، با ۶۵۵ میلیون مشترک، به‌عنوان بزرگترین اپراتور تلفن همراه در جهان شناخته شد.
سهام شرکت چاینا موبایل در بازار بورس نیویورک و همچنین بورس اوراق بهادار هنگ کنگ، معامله می‌شود.